# Zuri (cómic)
Zuri es un personaje ficticio que aparece en los cómics estadounidenses publicados por Marvel Comics.
Zuri aparece en la película Black Panther (2018), interpretado por Forest Whitaker.

## Historial de publicaciones
Zuri fue creado por Christopher Priest y Mark Texeira y apareció por primera vez en Black Panther Vol. 3 # 1 (noviembre de 1998).

## Biografía del personaje ficticio
Zuri era uno de los muchos guerreros del Rey T'Challa (Pantera Negra) que lucharon por Wakanda. A pesar de su vejez, poseía una fuerza mejorada y era un maestro del combate armado y sin armas. Luchó junto a T'Chaka, quien en su acto final le pidió a Zuri que velara por su hijo. Se da a entender que Zuri también entrenó a T'Challa a una edad temprana. Acompañó a su rey junto con Okoye y Nakia a la ciudad de Nueva York, donde conoció y se hizo amigo de Everett K. Ross, quien estaba destinado a ser su guía en tierra extranjera. Las cosas no funcionaron demasiado bien, ya que Ross se vio involucrado en situaciones en las que Zuri iba a rescatarlo. Después de regresar al hotel, donde Ross, sin pantalones, intentaba luchar contra una rata, Zuri se emborrachó y comenzó a dar una lección de historia completa sobre Wakanda, para gran consternación de Ross.
Zuri tiene una comprensión limitada de la cultura contemporánea, ya que solía comer cosas crudas independientemente de su origen. Su idea de la ropa "formal" es, en palabras de Ross, "incluso un animal muerto MÁS GRANDE colgado del hombro" y desaprobaba la relación previa de T'Challa con una mujer llamada Nikki Adams, no porque fuera caucásica, sino porque no era de origen Wakandan. Sin embargo, Zuri ha mostrado respeto por aquellos que han sido "ungidos" por T'Challa, específicamente Ross a quien ve como un amigo cercano. También se hizo amigo de Thor debido a sus personalidades similares.
Fue asesinado por Morlun junto a W'Kabi.

## Poderes y habilidades
Zuri tiene una gran fuerza.
Además, también es un cazador experto, rastreador experto y un maestro en el combate armado y combate cuerpo a cuerpo.

## En otros medios
Zuri aparece en la película, Black Panther (2018), interpretado por Forest Whitaker y por Denzel Whitaker cuando es joven. Zuri actúa más sabiamente con el rey de Wakanda. En retrospectiva, Zuri se hizo pasar por un estadounidense llamado James para seguir a N'Jobu, el hermano de T'Chaka y traidor a Wakanda. Fue testigo de la muerte de N'Jobu a manos de su hermano. Zuri designa a T'Challa como el nuevo rey y le da el poder de la pantera a través de la hierba en forma de corazón de la que es el guardián. Algún tiempo después, Zuri supervisa la pelea de T'Challa con M'Baku como parte del día del desafío administrando el líquido que eliminará las habilidades de T'Challa. Cuando M'Baku es derrotado, Zuri realiza un tipo de ritual de enterramiento en el que T'Challa recupera sus habilidades y habla con T'Chaka. T'Challa descubre la verdad de la relación de Erik Killmonger con él a través de Zuri, quien con lágrimas en los ojos le cuenta sobre el incidente. Cuando Killmonger finalmente enfrenta a T'Challa a través de un juicio por combate, mata a Zuri cuando intenta proteger a T'Challa, culpándolo por no haber hecho nada para proteger a N'Jobu.